# Eugène Chartier
Eugène Chartier (* um 1893 in Montreal; † 1. November 1963 in Beaconsfield (Québec)) war ein kanadischer Violinist, Dirigent und Musikpädagoge.

## Leben
Chartier war Violinschüler von Oscar Martel und Alfred De Sève. Er war von 1915 bis 1920 zweiter Violinist des Dubois String Quartet und spielte danach bis 1925 Viola im Chamberland String Quartet. Daneben war er auch Violist des Montreal Orchestra sowie der Orchester der Montreal Festivals und der Promenade Symphony Concerts.
1922 gründete er das Orchester des Conservatoire national deMontreal (später Montreal Philharmonic Orchestra). Seit 1925 unterrichtete er am Conservatoire National, daneben auch an den Colleges von Terrebonne und Berthier sowie  am Konvent von Ste-Émilie de Viauville. Zu seinen Schülern zählten Roméo Mastrocola und Lucien Robert.
1932 wurde Chartier Direktor der Maisonneuve Regimental Band, im Folgejahr gründete er die Euterpe Chamber Music Society. 1937 wurde er eingeladen, eine Aufführung von Beethovens Eroica mit dem Orchester der Promenade Symphony Concerts zu dirigieren; außerdem dirigierte er auch bei mehreren Rundfunksendungen der CBC. 1942 dirigierte er im Monument national die Uraufführung von Eugène Lapierres komischer Oper Père des amours.